# Enkefaliny
Enkefaliny (z gr. enképhalos) – peptydy opioidowe.
Candance Pert i Solomon Snyder (1973) odkryli, że działanie opioidów polega na wiązaniu się ze specyficznymi receptorami w mózgu. Z tego odkrycia wynikał m.in. wniosek, że mózg musi mieć swoje własne substancje opioidopodobne.
Dwie z nich to neuroprzekaźniki peptydowe:
- met-enkefalina o sekwencji Tyr-Gly-Gly-Phe-Met[2]
- leu-enkefalina o sekwencji Tyr-Gly-Gly-Phe-Leu[3].

Mimo że enkefaliny pod względem chemicznym nie są podobne do morfiny, oddziałują na te same receptory, tak jak kilka innych substancji obecnych w mózgu, m.in. β-endorfina.